# Sam Sihvo

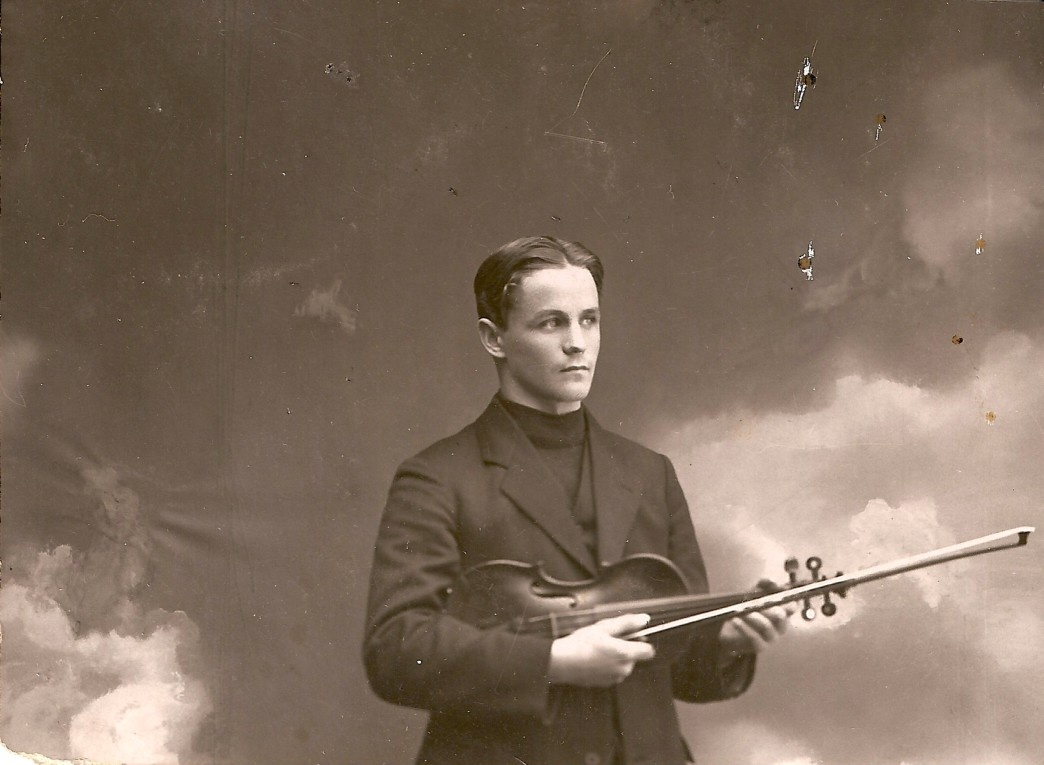
Sam Sihvo vid 1910-talet.

Samuli ”Sam” Sihvo, född 30 oktober 1892 i Nurmes, död 12 april 1927 i Helsingfors, var en finländsk kompositör, sångtextförfattare och fänrik inom Jägarrörelsen. 
Sihvo började 1913 studera vid Helsingfors musikinstitut och medföljde brodern Aarne Sihvo 1915 till Tyskland för att ansluta sig till kungliga preussiska 27. jägarbataljonen, vilken hade ett stort finländskt manskap. Sihvo var chef för musikkåren. Bataljonen genomgick utbildning i Lockstedt och skickades 1916 till ryska fronten. 1918 återvände jägarsoldaterna till Finland och stred i inbördeskriget. Efter freden tjänstgjorde Sihvo i två år i finska försvarsmakten. Han lämnade armén 1920 och blev poliskommissarie i Kuokkala i Jyävskylä och var därefter självförsörjande musiker.
Det mest framgångsrika av Sihvos verk var den omåttligt populära musikpjäsen Jääkärin morsian ("Jägarsoldatens brud"), som hade premiär på Nationalteatern den 17 februari 1921. Aarne Sihvo hade till pjäsen bidragit med sången Jääkärin kaiho. Även pjäsen Hevoshuijarit ("Hästsvindlarna"), publicerad 1924, rönte stora framgångar. Jääkärin morsian filmatiserades 1931 och 1938; båda gångerna med Tauno Palo i huvudrollen.
Sihvo var även kompositör till marschsången Muistoja Pohjolasta, textsatt av R.R. Ryynänen.